# Ossimo
Ossimo – miejscowość i gmina we Włoszech, w regionie Lombardia, w prowincji Brescia.
Według danych na rok 2004 gminę zamieszkiwały 1433 osoby, 102,4 os./km².